# Света Троица (Долни Тодорак)
Вижте пояснителната страница за други значения на Света Троица.
„Света Троица“ (на гръцки: Ιερός Ναός Αγίας Τριάδος) е българска възрожденска православна църква в кукушкото село Долни Тодорак (Като Теодораки), Гърция, част от Поленинската и Кукушка епархия.

## История
Църквата е изградена на главния площад на селото в 1805 година, както е отбелязано в днес изгубен надпис. Униатският свещеник от Куклен, България, заселено от долнотодорачани, пише в историята си на енорията „Света Троица“:
| „ | Село Долни Тодорак е основано от българи и винаги си е оставало чисто българско... Отначало селяните сами си построили една малка черква, която – както всички черкви по онова време, била строена ниско в земята. Старите хора казват, че тя била построена през есента на 1805 г. Тя е изградена от камък. Подът е постлан с каменни плочи. Цялата е зографисана, но надписите са всички на гръцки. Въпреки че отвън изглежда ниска, като се влезне вътре по стълбите, които се спускат надолу, черквата отвътре е доста висока, малко тъмна, но красива. По-късно будните селяни си построили до черквата и едно училище, в което издигнали и една хубава камбанария от мек камък „меллик“. Камъните свързали с железни скоби. В основата на камбанарията сложили дебели дървени греди, защото почвата била слаба. | “ |

## Архитектура и интериор
Храмът представлява трикорабна базилика с галерия. На изток завършва с полукръгла апсида със собствен покрив. Нишите на протезиса и на дяконикона не излизат от източната стена. Покривът е двускатен със засеци на източната и западната страна. На югозападната страна има шестоъгълна камбанария във вид на крепостна кула. Входът е от западната страна чрез стълба с десет стъпала и от южната с две стъпала. Над вратата на южната стена е изобразена Светата Троица, като фреската е от XIX век. Земните цветове и тъмносиният цвят, употребени от художника, показват навлизането на елементи на светското изкуство в църковното.
Във вътрешността църквата се дели на три кораба с два реда колонади от четиристранни дървени стълбови, измазани с гипс и дърво, за да изглеждат цилиндрични. В наоса има малко прозорци, а отворът за светлина в нишата също не осветява добре олтара. В нишата на апсидата са изписани Богородица Одигитрия с Христос, а около нея два ангела. Отдолу са йерарсите. Фреските са нови, дело на свещеник Йоанис Спиридонидис. Сводът на централния кораб е украсен с фигурата на Христос Вседържител в четириъгълна рамка. Христос благословява со двете ръце и носи червен хитон. В долния край на изображението е посветителният надпис „Дар от Георгиос Хаджиконстантинидис 1958“.
В по-горните зони на северния кораб се вижда винена лоза с листа и гроздове, които обвиват метадлиони с евангелисти и светци. Фреските са от XIX век.
Наосът е отделен от олтара с дървен иконостас, подпрян на първата двойка стълбове от източната страна. Иконостасът е резбован и изписан, особено оградата, със символични теми от източно и западно потекло. Над царските икони е Йесеевата клонка, а по-горе Апостолите и Дванадесетте празници. На царските двери е изобразена Тайната вечеря. Вдясно от кръста е Предателството на Юда, а вляво – Възкресение Христово.
Амвонът, датиращ от XIX век, се подпира на третия стълб на северната колонада. Има призматична форма, която надолу се променя в полуконус и завършва с главата на змей. Отвън е украсен с изображения на светци в цял ръст – Свети Лаврентий, Свети Стефан, Свети Роман и други). В средата на челния дял има релефна гълабица с отворени крила, на които дяконът подпира Евангелието. Владишкият трон с деспотската катедра също е от XIX век и е украсен с резба в горната странична част, а облегалките на ръцете завършват с глави на змейове. Просикинитарият на храма е от 1818 година и в долната част има флорална украса, характерна за XIX век, а горният дял е от резбовано дърво.
Църквата притежава сребръно евангелие с размери 36,5Χ 27Χ3 cm от 1840 година, издание на печатница „Феникс“ от Венеция, второ издание на оригинала от 1833 г.
Църквата е обявена за защитен паметник на 28 април 1983 година.